# Konstanty Nadratowski
Konstanty Nadratowski (ur. 20 listopada 1904 w Wygodzie, zm. 1980) – polski rolnik, poseł na Sejm PRL III kadencji.

## Życiorys
Uzyskał wykształcenie podstawowe. W trakcie wojny obronnej w 1939 uczestniczył w bitwie pod Mławą, a następnie walczył w Batalionach Chłopskich, używał pseudonimu Wiciarz. Prowadził gospodarstwo rolne w Lipowcu Kościelnym. Wstąpił do Zjednoczonego Stronnictwa Ludowego. W 1961 został posłem na Sejm PRL z okręgu Ciechanów. W parlamencie zasiadał w Komisji Pracy i Spraw Socjalnych oraz w Komisji Przemysłu Ciężkiego, Chemicznego i Górnictwa.
Został pochowany na tamtejszym cmentarzu parafialnym w Lipowcu Kościelnym.

## Odznaczenia
- Krzyż Oficerski Orderu Odrodzenia Polski (1957)
- Złota Odznaka „Za zasługi dla województwa warszawskiego” (1964)